# Resolutie 1285 Veiligheidsraad Verenigde Naties
Resolutie 1285 van de Veiligheidsraad van de Verenigde Naties werd unaniem aangenomen op 13 januari 2000.

## Achtergrond
In 1980 overleed de Joegoslavische leider Tito, die decennialang de bindende kracht was geweest tussen de zes deelstaten van het land. Na zijn dood kende het nationalisme een sterke opmars en in 1991 verklaarde Kroatië zich onafhankelijk. Daarop volgde de Kroatische Onafhankelijkheidsoorlog, tijdens dewelke het Joegoslavische Volksleger het strategisch gelegen schiereilandje Prevlaka innam. 
In 1996 kwamen Kroatië en Joegoslavië overeen Prevlaka te demilitariseren, waarop VN-waarnemers van UNMOP kwamen om daarop toe te zien. Deze missie zou uiteindelijk tot 2002 aanwezig blijven.

## Inhoud

### Waarnemingen
De Veiligheidsraad verwees opnieuw naar het akkoord tussen Kroatië en Servië en Montenegro over de demilitarisatie van het schiereiland Prevlaka. De Raad was bezorgd over de schendingen daarvan en de beperkingen die de VN-waarnemers kregen opgelegd, al ging het daarmee volgens een rapport van secretaris-generaal Kofi Annan wel de goede richting uit. Zo was in de gedemilitariseerde zone een grensovergang geopend tussen beide landen. Op een definitieve oplossing voor Prevlaka bleef het vooralsnog wachten. De onderhandelingen daarover liepen nog steeds.

### Handelingen
De militaire VN-waarnemers op Prevlaka werden geautoriseerd nog tot 15 juli 2000 te blijven toezien op de demilitarisatie van het schiereiland. De partijen werden opgeroepen schendingen van het demilitarisatieregime te vermijden, stappen te zetten om de spanningen te verminderen en de veiligheid en bewegingsvrijheid van de waarnemers te verzekeren, alsook te blijven onderhandelen om de kwestie op te lossen. Ze werden gevraagd de secretaris-generaal minstens tweemaal per maand op de hoogte te brengen over de stand van zaken met betrekking tot dat laatste.

## Verwante resoluties
- Resolutie 1256 Veiligheidsraad Verenigde Naties (1999)
- Resolutie 1259 Veiligheidsraad Verenigde Naties (1999)
- Resolutie 1305 Veiligheidsraad Verenigde Naties
- Resolutie 1307 Veiligheidsraad Verenigde Naties

Lijst ·  1285 ·  1286 ·  1287 ·  1288 ·  1289 ·  1290 ·  1291 ·  1292 ·  1293 ·  1294 ·  1295 ·  1296 ·  1297 ·  1298 ·  1299 ·  1300 ·  1301 ·  1302 ·  1303 ·  1304 ·  1305 ·  1306 ·  1307 ·  1308 ·  1309 ·  1310 ·  1311 ·  1312 ·  1313 ·  1314 ·  1315 ·  1316 ·  1317 ·  1318 ·  1319 ·  1320 ·  1321 ·  1322 ·  1323 ·  1324 ·  1325 ·  1326 ·  1327 ·  1328 ·  1329 ·  1330 ·  1331 ·  1332 ·  1333 ·  1334